# George Alexander Macfarren
George Alexander Macfarren (født 2. marts 1813 i London, død 31. oktober 1887 sammesteds) var en engelsk komponist og  musiker. Han var bror til Walter Cecil Macfarren.
Macfarren virkede trods sluttelig fuldstændig blindhed som lærer ved Royal Academy of Music 1834—1875, derefter tillige ved Cambridge-universitetet. Macfarren, der tog doktorgraden i musik og blev direktør for musikakademiet, har skrevet 9 symfonier, og en række operaer, oratorier, kantater, korsange (Anthems) etc. samt nogen kammermusik, hvilket alt dog ikke er nået uden for hans fædreland, ligesom han er bleven bekendt og anset for sine udgaver af gammel klassisk musik (Purcell og Händel) og for sine lærebøger i musikteori og -historie.

## Udvalgte værker
- Symfoni nr. 1 (i C-dur) (1828-1830) - for orkester
- Symfoni nr. 2 (i D-mol) (1831) - for orkester
- Symfoni nr. 3 (i E-mol) (1832) - for orkester
- Symfoni nr. 4 (i F-mol) (1833) - for orkester
- Symfoni nr. 5 (i A-mol) (1833) - for orkester
- Symfoni nr. 6 (i H-dur) (1836) - for orkester
- Symfoni nr. 7 (i C-mol) (1839-1840, Rev. 1845) - for orkester
- Symfoni nr. 8 (i D-dur) (1845) - for orkester
- Symfoni nr. 9 (i E-mol) (1874) - for orkester
- Klaverkoncert (i C-mol) - for klaver og orkester
- "Romeo og Julie" (1836) (overture) - for orkester